# 六波羅館
六波羅館是對位於日本京都東山山麓一帶的邸宅群的總稱，今已不存在。
六波羅館最早的建築是平正盛的阿彌陀堂（今日為常光院），後經過擴建成為伊勢平氏的根據地，為平忠盛、平清盛的居館。六波羅館為平氏政權的統治中心。1169年平清盛將家督之位讓位給平重盛，自己搬離了六波羅後遷居西八条第並往返於平安京與福原京之間，六波羅館由平重盛居住。六波羅館以南就是後白河法皇居住的法住寺。
平家敗亡後，源賴朝建立鐮倉幕府，派遣京都守護(承久之亂改為六波羅探題)入居此處，負責與朝廷交涉、維持洛中治安等工作。